# Düncheger uul
Düncheger uul (mong. Дүнхэгэр уул) – góra w południowo-zachodniej Mongolii, na terenie ajmaku gobijsko-ałtajskiego. Stanowi część pasma Baytik Shan. Wznosi się na wysokość 3315 m n.p.m. Leży na granicy mongolsko-chińskiej.